# Captura de la corbeta Confederación
La captura de la corbeta Confederación, el 18 de enero de 1838, fue una acción naval de la Guerra contra la Confederación Perú-Boliviana la cual privó a esta última de uno de los buques más poderosos que aún conservaba.

## Antecedentes
Derrotado y fusilado el general Felipe Santiago Salaverry por el Ejército Unido que mandaba Andrés de Santa Cruz, la Marina de Guerra del Perú, que en su totalidad había servido en el bando restaurador de Salaverry, constituyó la base para la creación de la nueva Armada Confederada. La corbeta Libertad, artillada con 24 cañones de 12 libras, había sido el primer buque de la escuadra peruana. Encontrándose a la salida del puerto de Guayaquil el 12 de noviembre de 1836, fue sublevada por los tenientes Juan Manuel Uraga y Leoncio Señoret (este último de origen francés y piloto del buque) los que se negaban a reconocer la autoridad de Santa Cruz y de concierto con la mayoría de su tripulación apresaron al capitán y a los oficiales leales a la Confederación, a los que sin maltratar embarcaron en una lancha y permitieron dirigirse a la costa con provisiones suficientes y sus efectos personales. Seguidamente los marinos sublevados se dirigieron a Chile donde en el puerto de Valparaíso entregaron la nave a las autoridades chilenas ofreciéndose combatir contra la Confederación y su enemigo Santa Cruz. Incorporada esta corbeta a la armada chilena el mando le fue conferido al marino galés Santiago Jorge Bynnon quien era un veterano oficial de la antigua escuadra de Lord Cochrane que había combatido también por la marina argentina en la guerra contra el Imperio del Brasil. Su primera comisión fue conducir al general Ramón Freire y sus partidarios a Australia adonde eran desterrados por una corte marcial por su intento revolucionario del cual el ministro Diego Portales acusaba de ser instigador a Santa Cruz.
Iniciada la guerra contra la Confederación la corbeta Libertad tomó parte de las acciones realizadas por la Armada Chilena para conducir al ejército restaurador y seguidamente operar contra los buques y puertos de la Confederación. Tras el repudio del gobierno chileno al Tratado de Paucarpata la escuadra fue enviada al norte a continuar las hostilidades arribando al Callao en enero de 1838, en dicho puerto el almirante Carlos Garcia del Postigo tuvo conocimiento que la corbeta Confederación acababa de zarpar con destino a Arica por lo que envió a la coberta Libertad en su caza. Al amanecer del día 18 la Libertad logró darle alcance.

## La captura
Habiendo dejado el Callao sin tener conocimiento de la ruptura del Tratado de Paucarpata por parte de Chile, el capitán Jorge French, comandante de la Confederación, no había tomado previsión alguna para un eventual encuentro hostil con naves enemigas por lo que su tripulación fue tomada por sorpresa cuando la corbeta Libertad avanzó resueltamente en su persecución enarbolando su pabellón de combate. Aproximadamente a las 10 de la mañana la Confederación abrió fuego sobre su perseguidora que teniendo el barlovento a su favor ganó rápidamente distancia contestando a la vez los disparos de su enemiga. Tras un intercambio de cañonazos de 20 minutos la corbeta Confederación enarboló una bandera de parlamento tras lo cual envió un bote con un oficial, quien a nombre del general confederado José Ballivián, embarcado a bordo, protestaba por ese ataque realizado cuando ya se había firmado la paz, el comandante Bynnon le informó de la decisión del gobierno chileno de desconocer el tratado alegado y le hizo prisionero junto al resto de sus hombres. Seguidamente la corbeta confederada fue abordada y capturada sin resistencia.

## Consecuencias
Al día siguiente ambas naves regresaron al Callao, donde fondearon en la isla San Lorenzo reuniéndose allí con el resto de la escuadra chilena. La corbeta Confederación fue el buque insignia del capitán Robert Simpson en el combate de Casma en el cual recibió averías de consideración. Luego de disuelta la Confederación Perú-Boliviana la corbeta Libertad regresaría al servicio de la marina de guerra del Perú.